# Jabontegal
Jabontegal is een bestuurslaag in het regentschap Mojokerto van de provincie Oost-Java, Indonesië. Jabontegal telt 1496 inwoners (volkstelling 2010).